# Behruz Meherremov
Behruz Meherremov est un homme politique azerbaïdjanais, membre de VIe législature de l'Assemblée nationale d'Azerbaïdjan.

## Biographie
Behruz Meherremov est né le 22 août 1983 à Zardab. Il est diplômé des facultés de journalisme et de droit de l'Université d'État de Bakou.
Il est l'auteur d'une monographie, de 3 livres, de 7 programmes pédagogiques et de plus de 30 articles scientifiques. R. Mammadov parle anglais, russe et hébreu.

### Carrière
Depuis 2013, il est professeur à la faculté de droit de l'Université d'État de Bakou.
Il est membre du Comité de la politique juridique et de la construction de l'État de l'Assemblée nationale et du Comité des droits de l'homme. Il est le chef du groupe de travail sur les relations interparlementaires Azerbaïdjan-Grèce, membre des groupes de travail sur les relations avec les parlements des États-Unis, de l'Argentine, de l'Australie et de la Nouvelle-Zélande, de la République d'Afrique du Sud, de la Jordanie, de Cuba, du Qatar et du Pakistan.

### Famille
Behruz Meherremov est marié et a deux enfants.